# Plein les bottes
Pour plus de détails, voir Fiche technique et Distribution.
Plein les bottes (Tramp, Tramp, Tramp) est un film américain muet en noir et blanc de Harry Edwards sorti en 1926.

## Synopsis

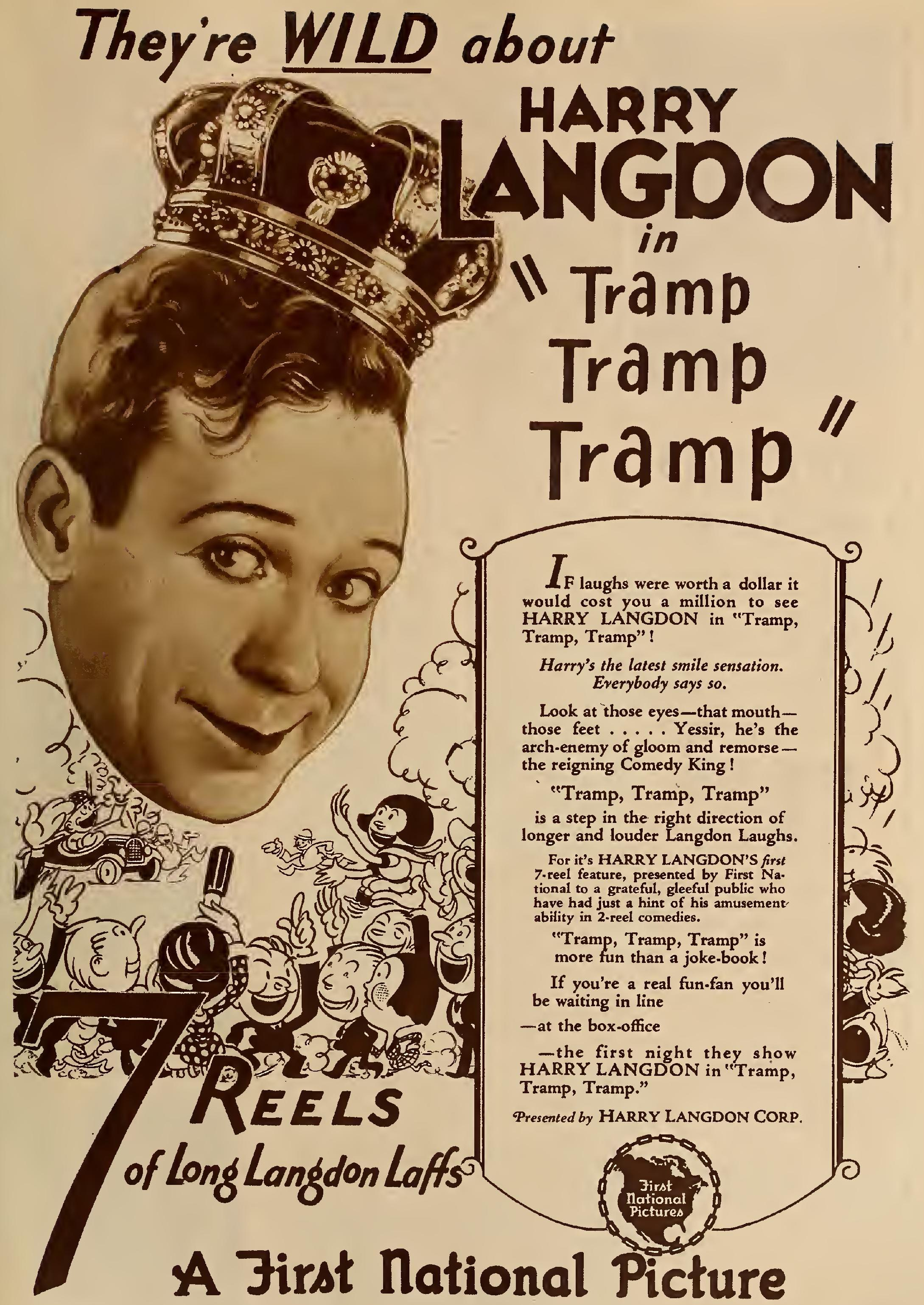
Tramp Tramp Tramp, 1926

Le fils d'un bottier ruiné part sur les routes pour trouver de l'argent à son père, et rencontre l'amour.

## Fiche technique
- Titre : Plein les bottes
- Titre original : Tramp, Tramp, Tramp
- Réalisation : Harry Edwards
- Production : Harry Langdon
- Scénario et gags : Frank Capra, Tim Whelan, Hal Conklin, J. Frank Holliday, Murray Roth, Gerald Duffy
- Société de production : Harry Langdon Corporation
- Image : Elgin Lessley et George Spear
- Pays de production : États-Unis
- Genre : Comédie burlesque
- Durée : 62 minutes
- Format : Noir et blanc - 35 mm - 1,33:1 - film muet
- Dates de sortie : 
  - États-Unis : 21 mars 1926
  - France : 8 juin 1926

## Distribution
- Harry Langdon : Harry Logan
- Joan Crawford : Betty Burton
- Edwards Davis : John Burton
- Tom Murray : Nick Kargas
- Carlton Griffith : Roger Caldwell
- Alec B. Francis : Amos Logan
- Brooks Benedict : le chauffeur de taxi